# 민해경 골든
민해경 골든은 대한민국의 가수 민해경의 1980년 발매한 첫 번째 정규앨범이다. 박건호, 최종혁이 프로듀서로 참여한 앨범이다.

## 앨범의 특징
민해경의 첫 앨범으로, 영화배우 정윤희가 불렀던 '목마른 소녀'가 리메이크 되어 있다.

## 트랙 리스트
| #   | 제목                                      | 작사   | 작곡   | 편곡 | 재생 시간 |
| --- | ----------------------------------------- | ------ | ------ | ---- | --------- |
| 1.  | 〈누구의 노래일까〉                       | 박건호 | 이범희 | 4:07 |           |
| 2.  | 〈사랑의 절정〉                           | 박건호 | 외국곡 | 4:06 |           |
| 3.  | 〈내 곁에 없어요〉                        | 이정화 | 최종혁 |      |           |
| 4.  | 〈그리고 나를 보세요〉                    | 이정화 | 정민섭 |      |           |
| 5.  | 〈못 잊어〉                               | 김소월 | 김학송 |      |           |
| 6.  | 〈초 저녁 별(노래 : 이수영)〉             | 이수영 | 이수영 |      |           |
| 7.  | 〈아직도 어린가요〉                       | 이정화 | 최종혁 | 3:38 |           |
| 8.  | 〈떠나버린 그대〉                         | 박경애 | 외국곡 | 3:07 |           |
| 9.  | 〈사랑은 그래야만 해요〉                  | 이정화 | 최종혁 |      |           |
| 10. | 〈달려 오세요〉                           | 이정화 | 외국곡 |      |           |
| 11. | 〈목마른 소녀〉                           | 최인호 | 이현섭 | 3:56 |           |
| 12. | 〈강가에서(노래 : 이수영,박경애,정미조)〉 | 박경애 | 외국곡 |      |           |
| 13. | 〈공군가〉                                |        |        |      |           |

## 같이 보기
- 민해경 디스코그래피